# 1877 en architecture
| Années de l'architecture : 1874 - 1875 - 1876 - 1877 - 1878 - 1879 - 1880    |
| Décennies de l'architecture : 1840 - 1850 - 1860 - 1870 - 1880 - 1890 - 1900 |

Cet article présente les faits marquants de l'année 1877 en architecture.

## Réalisations
- Construction de la Galerie Vittorio Emanuele II à Milan par Giuseppe Mengoni.
- Construction de l'hôtel de ville de Manchester par Alfred Waterhouse dans un style éclectique gothique.
- Construction de la gare de Saint-Pancras à Londres par Sir George Gilbert Scott.
- Construction du pont Maria Pia, viaduc ferroviaire franchissant le Douro à Porto (Portugal), conçu par Gustave Eiffel et son associé Théophile Seyrig.
- Église de la Sainte Annonciation à Dubrovnik en Croatie.
- Villa Lusthusporten à Stockholm, de style néo-baroque avec un décor intérieur Art nouveau.

## Événements
- La Society for the Protection of Ancient Buildings est créée à Londres par William Morris et Philip Webb en vue de protéger les vieux immeubles des « ravages » de l'architecture victorienne en plein essor.
- Arrivée au Japon de Josiah Conder, professeur d’architecture occidentale à l'école impériale d’ingénierie.

## Récompenses
- Royal Gold Medal : Charles Barry (junior).
- Prix de Rome : Henri-Paul Nénot premier grand prix, Adrien Chancel second grand prix.

## Naissances
- 6 décembre : Paul Bonatz († 20 décembre 1956).

## Décès
- x